# Platyla
Platyla é um género de gastrópode  da família Aciculidae.
Este género contém as seguintes espécies:
- Platyla foliniana
- Platyla lusitanica
- Platyla maaseni
- Platyla microspira
- Platyla orthostoma
- Platyla peloponnesica
- Platyla polita